# Clark/Division (Metro de Chicago)
Clark/Division es una estación en la línea Roja del Metro de Chicago. La estación se encuentra localizada en 1200 North Clark Street en Chicago, Illinois. La estación Clark/Division fue inaugurada el 17 de octubre de 1943.  La Autoridad de Tránsito de Chicago es la encargada por el mantenimiento y administración de la estación. En 2010 la estación fue renovada.

## Descripción
La estación Clark/Division cuenta con 1 plataforma central y 2 vías.

## Conexiones
La estación es abastecida por las siguientes conexiones: 
- Rutas del CTA Buses: #22 Clark (nocturno) #36 Broadway #70 Division